# Haemaphysalis aborensis
Haemaphysalis aborensis är en fästingart som beskrevs av Warburton 1913. Haemaphysalis aborensis ingår i släktet Haemaphysalis och familjen hårda fästingar. Inga underarter finns listade i Catalogue of Life.